# Hạt Đường Huệ Viễn
Hạt Đường Huệ Viễn (1103-1176, zh: 瞎堂慧遠), còn được gọi là  Phật Hải Huệ Viễn (zh: 佛海慧遠), là Thiền sư Trung Hoa đời Tống. Sư thuộc Dương Kì phái - Lâm Tế tông, là đệ tử nối pháp của Thiền sư Viên Ngộ Khắc Cần. Sư có đệ tử nổi tiếng là Hoà thượng Tế Công. Ngoài ra, dòng thiền của Sư cũng được truyền qua Nhật Bản thông qua đệ tử đắc pháp là Thiền Sư Duệ Sơn Giác A.

## Cơ duyên và hành trạng
Sư họ Bành, quê ở Kim Lưu, Nga Mi Sơn. Năm 13 tuổi, Sư theo Luật Sư Tông Biện ở viện Dược Sư xuất gia, sau đó đến Thành Đô học kinh luận. Rồi sư lại trở lại Nga Mi Sơn đến chùa Vân Nham gặp Thiền Sư Trưng để hỏi ý chỉ Thiền. Kế đến sư theo Thủ tọa Thiết Phất Khởi tham học. Vì không hài lòng, sư đến Chiêu Giác tham học với Thiền sư Viên Ngộ Khắc Cần. Mỗi khi sư hỏi về thoại đầu, ý chỉ đều cao vót, Viên Ngộ thầm nhận. Sau đó sư đại ngộ và được Thiền Sư Viên Ngộ ấn khả. Cơ duyên ngộ đạo của sư được ghi lại như sau: 
Một hôm Viên Ngộ giảng về công án Bàng cư sĩ hỏi Mã Tổ. Sư nghe xong hốt nhiên đại ngộ, ngã lăn người giữa chúng, chúng tưởng sư bị trúng gió liền dìu sư dậy. Sư tự hỏi: "Tôi mộng hay thức?".  Đến tối Viên Ngộ tiểu tham , Sư ra hỏi: "Sạch trọi trơn rỗng không một vật, thân trần nghèo tột không một tiền, cửa nát nhà tan xin Thầy cứu giúp?". Viên Ngộ đáp: "Bảy trân tám bảo một lúc lấy". Sư thưa: "Làm sao cướp chẳng vào nhà cẩn thận?". Viên Ngộ đáp: "Cơ chẳng rời vị rơi trong biển độc". Sư theo tiếng liền hét. Viên Ngộ lấy cây gậy gõ giường thiền nói: "Ăn được gậy hay chưa?". Sư lại hét. Viên Ngộ hét liên tiếp hai tiếng. Sư lễ bái. Viên Ngộ rất vui và làm kệ tặng Sư. Nhân đó chúng gọi sư là Thiết Thiệt Viễn. Từ đây cơ phong cao vót không ai chống lại.
Mùa xuân Năm Ất mão, Sư được mời làm trụ trì núi Tượng Nhỉ nhưng chẳng nhận. Đúng năm ấy Tổ Viên Ngộ thị tịch. Sư bèn làm một chiếc thuyền nhỏ xuống núi. Rồi sư đến Hoài Nam, kế đến sư trụ tại Long Bàng tám năm. Rồi từ Lang Nha sang Phổ Tế. 
Sau, sư có dịp gặp Thiền Sư Đại Huệ Tông Cảo - bậc Thiền sư kiệt xuất của Tông Lâm Tế (cũng là đệ tử của Viên Ngộ). Thiền sư Đại Huệ đem pháp y của Thiền sư Viên Ngộ tặng sư, hết lời khen ngợi và đề ảnh sư.
Tiếp đó, sư trụ trì tại chùa Quang Hiếu khoảng 15 năm. Rồi lại đến trụ trì các nơi như: núi Nam Nhạc (Nam Đài), ba chùa: Hộ Quốc, Quốc Thanh, Hồng Phúc(núi Thiên Thai).
Khoảnh niên hiệu Đạo Càng, sư được mời đến núi Hổ Khâu làm trụ trì, phụ giúp pháp huynh là Thiền Sư Hổ Khâu Thiệu Long phát triển Hổ Khâu Phái (một chi nhánh của Dương kỳ phái). Sau sư lại đến trụ trì tại chùa Sùng Tiên (núi Cao Đình), rồi dời qua am Nghinh Chiếu.
Sư có đệ tử người nước ngoài hiệu là Duệ Sơn Giác A (vốn là một tăng sĩ Nhật Bản theo Thiên Thai tông). Sau ba năm tham học nơi sư, Giác A khai ngộ bèn làm thơ trình sở đắc và được sư ấn chứng. Nhờ đó mà dòng pháp của sư được truyền sang nước ngoài. Giác A được coi là người đầu tiên truyền Tông Lâm Tế vào Nhật Bản.
Cuối đời, sư đến trụ trì tại Linh Ẩn Thiền Tự. Năm Thuần Hy thứ hai (1175), vào sáng ngày tháng 9 , sư làm kệ rồi thị tịch, vua ban hiệu là Phật Hải Thiền Sư. Bài kệ thị tịch của sư:
Cuối thu sáng tháng chín
Chỗ ồn chớ xuất đầu
Đất lạnh để mắt thấy
Tối sáng chẳng tương can
Kia đây phân một nửa,
Một thứ làm người quí,
Bảo ai bán củi than.

## Pháp ngữ
Sư thượng đường nói: "Trời không cửa đất không vách, trên gác hồ lô trồng đông qua, hai tay kéo cày nước đến gối, nhảy chuồn vàng nuốt dạ gai lật, vỗ bản thổi sáo không lỗ, thua! Thua! Sơn tiêu một chân giỏi nhảy đôi, năm rồi mùa đông không than đốt, năm nay định là không lửa hơ, khi đói đói đến tròng mắt vàng, khi nghèo nghèo đến thân trần đứng, thua! Thua! Hãy nói thua cái gì? Tại sao Giám tự, Phó tự, Duy-na, Điển-tọa, Trực-tuế? lại cùng thợ bùn nước thương lượng, thả ra chim cú hai đầu, nhai nát xương sống Phật điện".